# Franz Rund
Franz Rund (27. června 1853 – 4. prosince 1933 Pohořelice) byl rakouský politik německé národnosti z Moravy; poslanec Moravského zemského sněmu a starosta Pohořelic.

## Biografie
Od roku 1892 do roku 1919 zastával funkci starosty Pohořelic. Ve starostenské funkci setrval po 27 let. Byl posledním německým starostou tohoto národnostně smíšeného města. Po jeho odchodu z funkce byl do vedení města instalován československý vládní komisař. V roce 1909 mu byl udělen Zlatý záslužný kříž.
Koncem 19. století se zapojil i do vysoké politiky. V doplňovacích zemských volbách (poté co zemřel poslanec Karl Panowsky) byl 8. října 1894 zvolen na Moravský zemský sněm, za kurii městskou, obvod Moravský Krumlov, Ivančice, Moravské Budějovice. Mandát zde obhájil v řádných zemských volbách roku 1896. V roce 1894 se uvádí jako německý liberální kandidát (tzv. Německá pokroková strana navazující na ústavověrný politický proud s liberální a centralistickou orientací), stejně tak ve volbách roku 1896 je řazen mezi německé pokrokářské kandidáty. Volební obvod Moravský Krumlov, Ivančice, Moravské Budějovice patřil mezi sledované, protože vzhledem k národnostním poměrům nebylo dopředu jasné, zda jej ovládne německý nebo český kandidát. V zemských volbách se tu proto opakovaně vedla ostrá kampaň. V zemských volbách roku 1902 zde Rund opětovně kandidoval, ale porazil do Čech Karel Novák.
Jeho dcera Hildegard Rundová se v lednu 1910 provdala za soudce z Moravského Krumlova Fritze Bluma.
Zemřel v prosinci 1933 ve věku 80 let.